# نهاد هوور
نهاد هوور اندیشکده سیاستگذاری عمومی آمریکایی و نهادی تحقیقاتی واقع در دانشگاه استنفورد در کالیفرنیا است. نام رسمی آن نهاد هوور در زمینه جنگ، انقلاب و صلح است. این نهاد در سال ۱۹۱۹ از سوی هربرت هوور، پیش از این که رئیس‌جمهور ایالات متحده آمریکا شود تأسیس شده‌است. کتابخانه، موسوم به کتابخانه و بایگانی‌های نهاد هوور، بایگانی‌های متعددی در رابطه با هوور، جنگ‌های جهانی و تاریخ جهان را در خود جای داده‌است. بنا بر گزارش شاخص اندیشکده‌های جهانی ۲۰۱۶، (دانشگاه پنسیلوانیا) هوور در بین ۹۰ اندیشکده برتر آمریکا در جایگاه ۱۸ ام قرار دارد.
نهاد هوور نفوذ زیادی در بین محافظه کاران و جمهوری‌خواهان آمریکایی داشته و از دیرباز محلی بوده برای تحقیق و پژوهش اعضای عالیرتبه محافظه کاران و برخی از اعضا نیز چنان‌که در ادامه مطلب خواهد آمد ارتباطات یا پست و مقامی در دولت و در میان سایر جمهوریِخواهان در حکومت داشته یا دارند.
در ۸ سپتامبر ۲۰۰۷ نهاد هوور اعلام کرد که وزیر دفاع سابق دونالد رامسفلد، دعوت این مؤسسه را برای پیوستن به این نهاد پذیرفته. یک شخص غیر سیاسی که نقش مهم و کلیدی را در سیاست دولت بوش در عراق بازی می‌کرد، ژنرال بازنشسته ارتش، و فرمانده ارشد سابق «فرماندهی مرکزی آمریکا»، جان ابی‌زید بود، که به تازگی به نهاد هوور پیوسته‌است.
سایر اعضای نهادشامل برخی محافظه‌کاران عالی‌رتبه مانند کاندولیزا رایس، جرج شولتز، نیوت گینگریچ، توماس ساول، دینش دسوزا، شلبی استیل، ادوین میس و پیت ویلسون است.
تفکرات و خط مشی‌های نهاد هوور در دو دهه گذشته، در اصل از همان اهداف «کمیته جهان آزاد» (ارتقا دموکراسی، مطلع کردن افکار عمومی از همه تهدیدات نسبت به دموکراسی و مقابله با نفوذ آن‌هایی که در داخل و خارج آمریکا دشمنی خود با نظم دموکراتیک را اعلام کرده‌اند) نشأت گرفته و پیروی می‌کند که در سال ۱۹۸۱ «با حمایت گروه‌های نومحافظه‌کار» و به ریاست دونالد رامسفلد به وجود آمد «و خود را بعنوان سازمانی متعهد به دفاع از جهان غیرکمونیست «در برابر خطرفزاینده توتالیتاریسم» می‌دید. گرایش‌های روشنفکرانه و شدیداً ضدکمونیستی اعضای آن، «کمیته جهان آزاد» را در کنار گروه‌های نومحافظه کار بیشماری قرار داد که قبل یا بعد از انتخاب شدن رونالد ریگان به ریاست جمهوری، در آمریکا تشکیل شده بود». «مایکل لدین و برخی از افراد وابسته به انستیتوی هوور که برای تغییر رژیم در ایران با جریانات راست اپوزیسیون جمهوری اسلامی همکاری می‌کنند، از وابستگان به «کمیته جهان آزاد» و کمیته‌های منشعب از آن هستند»